# What's the 411?
What's the 411? è l'album di debutto della cantante statunitense Mary J. Blige pubblicato nel 1992. L'album è una perfetta miscela tra hip-hop e soul, un album innovativo, unico nel suo genere. Il disco è stato certificato triplo disco di platino dalla RIAA grazie ad oltre 3 000 000 copie vendute solo negli Stati Uniti d'America, e ha prodotto ben sette singoli, di cui due sono arrivati al numero 1 della Hot R&B/Hip-Hop Songs di Billboard. Dopo questo debutto la Blige si è auto-proclamata "The Queen of hip-hop/soul" (Regina del Hip-Hop/Soul).

## Tracce
1. "Leave a message" con Puff Daddy, DJ Red Alert, Christopher Williams, Jamie Brown, Erick Sermon, Andre Harrell, Heavy D, Maceo, DJ Clark Kent, Kurt Juice, Little Shawn & C.L. Smooth - 3:38
2. "Reminisce" - 5:24
3. "Real Love" - 4:32
4. "You Remind Me" - 4:19
5. "Intro talk" (con Busta Rhymes) - 2:17
6. "Sweet thing" - 3:46
7. "Love no limit" - 5:01
8. "I don't want to do anything" (duetto con K-Ci dei Jodeci) - 5:52
9. "Slow down" - 4:33
10. "My love" - 4:14
11. "Changes I've been going through" - 5:15
12. "What's the 411?" (feat. Grand Puba) - 4:13